# 1977 en Ontario
Chronologie de l'Ontario
- 1973
- 1974
- 1975
- 1976
- 1977
- 1978
- 1979
- 1980
- 1981

Cette page concerne des événements d'actualité qui se sont produits durant l'année 1977 dans la province canadienne de l'Ontario.

## Politique
- Premier ministre : Bill Davis du parti progressiste-conservateur de l'Ontario
- Chef de l'Opposition :
- Lieutenant-gouverneur :
- Législature :

## Événements
- Baseball : première saison des Blue Jays de Toronto.
- Ouverture du Eaton Centre Toronto.

## Décès
- 24 janvier : Jack Bush, peintre (° 20 mars 1909).
- 17 février : Edward LeRoy Bowerman (en), député fédéral de Prince Albert en Saskatchewan (1945-1949) (° 2 juin 1892).
- 14 mars : Benjamin Chee Chee, artiste (° 26 mars 1944).
- 5 mai : Stuart Garson, premier ministre du Manitoba (° 1er décembre 1898).
- 3 juillet : Hugh Le Caine, physicien, compositeur et facteur d'instruments (° 27 mai 1914).
- 14 août : Wilfred Curtis (en), commandant de l'armée (° 21 août 1893).
- 5 décembre : Guy Lombardo, violoniste et chef d'orchestre (° 19 juin 1902).
- 12 décembre : Frank Boucher, joueur et entraineur de hockey sur glace (° 7 octobre 1901).